# Royal Crescent
Royal Crescent is een straat in de Engelse stad Bath. De straat bestaat uit een halve cirkel of halvemaan ("crescent" in het Engels) met 30 huizen erin en zij werd tussen 1767 en 1774 gebouwd. Allereerst werd de façade gebouwd naar een ontwerp van de architect John Wood de Jongere (zoon van John Wood de Oudere). Vervolgens huurden huizenbouwers eigen architecten en aannemers in, om er huizen naar eigen inzicht achter te bouwen.
De straat is een van de beste voorbeelden van de georgiaanse architectuur. Door de jaren heen zijn er verschillende veranderingen aangebracht en anno 2013 zijn de meeste huizen verbouwd tot appartementen of kantoorruimtes. Daarnaast bevinden zich in de straat ook een georgiaans museum en een hotel.
Behalve Bath hebben ook Brighton en Londen een "Royal Crescent", al zijn deze van een latere datum.

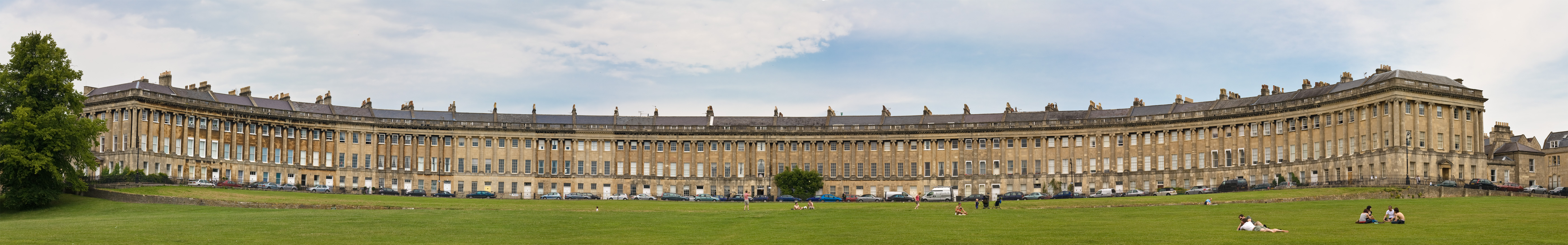